# 肯納德 (內布拉斯加州)
肯納德（英語：Kennard）是位於美國內布拉斯加州華盛頓縣的村。

## 人口
根據2020年美國人口普查的數據，肯納德的面積為0.77平方千米，皆為陸地。當地共有人口381人，而人口密度為每平方千米495人。